# Muscatine, Iowa
Muscatine, Iowa là một thành phố thủ phủ quận Muscatine trong bang Iowa, Hoa Kỳ. Thành phố có tổng diện tích km², trong đó diện tích đất là km². Theo điều tra dân số Hoa Kỳ năm 2010, thành phố có dân số 22.886 người. Tên gọi Muscatine tên là không bình thường ở chỗ nó không được sử dụng bởi bất kỳ thành phố khác tại Hoa Kỳ.
Muscatine là thành phố chính của khu vực thống kê đô thị Muscatine (dân số theo điều tra dân số năm 2000 là 53.905 người), trong đó bao gồm tất cả các quận Muscatine và Louisa.
Thành phố châu Âu-Mỹ của Muscatine bắt đầu như một tiền đồn kinh doanh được thành lập bởi đại diện của Đại tá George Davenport năm 1833. Muscatine được thành lập với tên gọi Bloomington vào năm 1839, cái tên đã được thay đổi để giảm sự nhầm lẫn chuyển phát thư, có Bloomingtons nhau ở miền Trung Tây. Trước đó, Muscatine đã được biết đến như "đống củi của Casey".
Người ta cho rằng tên gọi Muscatine đã được đặt tên sau bộ lạc bản địa Mascouten Mỹ. Những người Mascoutin nói tiếng Algonquian đã bị đuổi ra khỏi Michigan trong khoảng năm 1642 bởi những người Pháp và người bản xứ, và họ có thể đã bị nhập vào các bộ lạc Meskwaki (Fox) và Sac bộ tộc đầu thế kỷ 18. Năm 1819, đảo Muscatine được biết đến với tên đảo Mascoutin. Một lý thuyết khác cho rằng tên có nguồn gốc từ ngôn ngữ Siouan hạn có nghĩa là "Đảo Lửa". Chính William Williams, những người đến thăm thị trấn đã thay đổi tên của nó vào năm 1849, đã viết trong nhật ký của mình: "Muscatine có nghĩa là lửa đảo," trong danh sách của ông về ý nghĩa của tên Sioux Anh Điêng.